# Озеро Бонні (Альберта)
Озеро Бонні — невелике озеро в Альберті, Канада. Воно розташоване за 6 км від Вільна, Альберта, на північ від шосе 28, і є частиною басейну річки Північний Саскачеван .
Озеро має поверхню 377 км² і досягає максимальної глибини 6,1 м а середня глибина становить 3,1 м. Сточище озера сягає 49,6 км².  Озеро має стік на півдні через Стоні-Крік, що впадає в Північний Саскачеван.
Тут є невеликий кемпінг із 25 місцями, електроенергією та пляжем, ЩО під орудою провінційної зони відпочинку Бонні-Лейк. В озері дуже мало риби, але на поверхні велика кількість птахів. Неподалік від озера є невелике поле для гольфу.